# Mikołaj Koszutski
Mikołaj Koszutski herbu Leszczyc (zm. 31 maja 1745 roku) – marszałek Trybunału Głównego Koronnego w 1738 roku, miecznik kaliski w latach 1720–1745.